# زمین‌لرزه ۱۹۱۴ ایتالیا
زمین‌لرزه ایتالیا  در تاریخ ۸ مه ۱۹۱۴ میلادی، برابر با ‎۱۷ اردیبهشت ۱۲۹۳، ساعت ۱۸:۰۱:۰۰ به زمان یوتی‌سی در ایتالیا رخ داد. بزرگی آن ۴٫۹ در مقیاس ریشتر اعلام شده‌است. زمین‌لرزه به وقت محلی در روز جمعه، ساعت ۱۹ روی داده و منطقه زمانی آن یوتی‌سی +۱ بوده‌است (با لحاظ تغییر ساعت تابستانی).
سازمان زمین‌شناسی آمریکا نیز جای این زمین‌لرزه را در مختصات ۳۷°۴۲′شمالی ۱۵°۱۲′شرقی / ۳۷٫۷°شمالی ۱۵٫۲°شرقی و بزرگی آنرا برابر با ۴٫۹ در مقیاس ریشتر اعلام کرده‌است. 
شمار کشتگان زلزله حدود ۶۹ نفر بوده‌است. تعداد زخمی‌ها ۱۱۵ نفر برآورده شده‌است.